# Belpasso
Belpasso er en italiensk by (og kommune) i regionen Sicilien i Italien, med omkring 27.977(2023) indbyggere.  